# Anthony Powell (Schriftsteller)

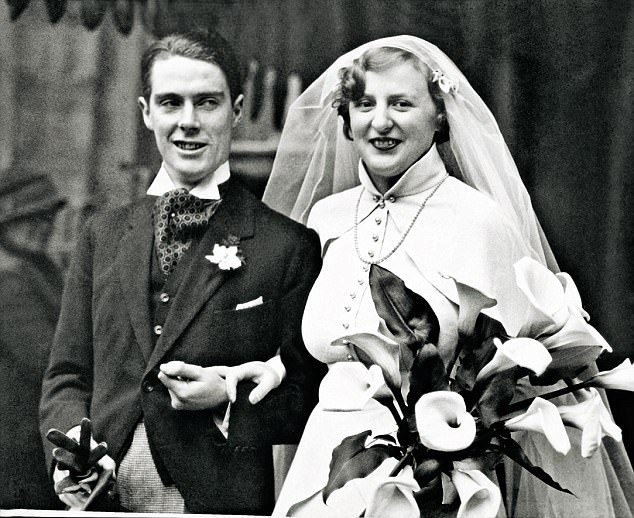
Anthony Powell und seine Frau Lady Violet Pakenham (1934)

Anthony Dymoke Powell, CH, CBE (* 21. Dezember 1905 in London; † 28. März 2000 in Frome, Somerset) war ein britischer Schriftsteller und Literaturkritiker. Als sein Hauptwerk gilt die zwölfbändige Romanreihe „A Dance to the Music of Time“ (1951–1975), die das Leben in der britischen Oberschicht im 20. Jahrhundert schildert.

## Leben
Anthony Powell (/ˈpoʊəl/ POH-əl) besuchte das Eton College in Eton und studierte 1923–1926 am Balliol College in Oxford Geschichte. Unter seinen Altersgenossen waren Evelyn Waugh, Henry Green, Graham Greene und George Orwell. 1926 trat er in das bekannte Londoner Verlagshaus Duckworth & Co. ein und arbeitete in verschiedenen Funktionen (Lektor, Vertreter, Herausgeber). 1934 heiratete er Lady Violet Pakenham. Aus der Ehe gingen zwei Söhne hervor. 
1936 – fünf Jahre nach dem Erscheinen seines ersten Romans – übersiedelte Powell aufgrund eines Halbjahresvertrages als Texter bei Warner Brothers Filmstudios nach Hollywood. Hier lernte er F. Scott Fitzgerald kennen, der damals ebenfalls für den Film arbeitete. Ein Jahr später kehrte Powell nach England zurück und schrieb regelmäßig Beiträge für The Spectator und den Daily Telegraph, während er bis zum Beginn des Zweiten Weltkrieges soviel Zeit wie möglich dem Schreiben von Romanen widmete. Auch seine Ehefrau trat mit eigenen Romanen und als Literaturkritikerin hervor. Sie war zudem Basis der Figur Isobel Tolland in „A Dance to the Music of Time“.
Während des Krieges diente Powell zunächst in einem walisischen Bataillon der Landstreitkräfte, später beim militärischen Geheimdienst als Verbindungsoffizier zu den Alliierten, besonders zu den Exilregierungen von Belgien, Luxemburg und der Tschechoslowakei. Während dieser Zeit begann er mit der Arbeit an der 1948 erschienenen Biographie über John Aubrey. 1947 wurde er Literaturredakteur („fiction editor“) des Times Literary Supplement, von 1953 bis 1958 war er in derselben Position beim satirischen Magazin Punch tätig. Von 1958 bis 1990 schrieb er regelmäßig Kritiken für den Daily Telegraph. 1977 wurde er als Ehrenmitglied in die American Academy of Arts and Letters gewählt.
Sein Hauptwerk ist die zwölfbändige Romanreihe „A Dance to the Music of Time“ (1951–1975). Da es sich nicht nur des Umfangs wegen um ein in vielem mit Prousts Auf der Suche nach der verlorenen Zeit vergleichbares Werk handelt, wird Powell häufig auch als der englische Proust bezeichnet. Den Hinweis bzw. den Vergleich finden manche Literaturwissenschaftler zwar „nahe liegend, aber oberflächlich“.
Zu dem Titel für dieses Werk hat sich Powell durch das gleichnamige Gemälde von Poussin in der Wallace Collection inspirieren lassen. Vielfach ist zu lesen, dass das Werk den Niedergang der englischen „Upperclass“ im 20. Jahrhundert schildere. Viele der an die 400 Figuren der Romanfolge rekrutieren sich jedoch nicht aus der „Oberschicht“; dies gilt besonders für die „Kriegstrilogie“ (Bände 7–9): Offiziere, einfache Soldaten, englischsprachige walisische Bürgerliche und Arbeiter. Ein Thema der Romanfolge ist soziale Mobilität, Aufstieg wie Abstieg. Nicholas Jenkins, der Ich-Erzähler, beklagt nicht den Verfall der Aristokratie, sondern ist ein objektiver, kontemplativ-melancholischer Beobachter sozialen Wandels.
Abgesehen von einer Fülle von intertextuellen Bezügen zu nicht nur englischsprachiger Literatur sind die Bände reich an Anspielungen auf Geschichte, Politik, Musik, bildende Kunst und Architektur, mittels derer Figuren der Handlung direkt und indirekt kommentiert werden, womit die Eindimensionalität der Erzählperspektive aufgebrochen wird.
Die vom Berliner Elfenbein Verlag 2015 begonnene Gesamtübersetzung aller zwölf Romane wurde im Oktober 2018 abgeschlossen. Sie schließt an die in den 80er Jahren erschienenen Übertragungen der ersten drei Bände des Literaturwissenschaftlers Heinz Feldmann an.
Vor „A Dance to the Music of Time“ waren bereits fünf Romane erschienen; nach der Fertigstellung der zwölfbändigen Romanfolge verfasste Powell zwei weitere Romane; weiters erschienen zwei Bühnenstücke, Memoiren, Tagebücher („Journals“) und drei Bände mit gesammelten Rezensionen bzw. Essays.

## Werke

### A Dance to the Music of Time
(besteht aus folgenden 12 Bänden:)
- A Question of Upbringing (1952)
  - Eine Frage der Erziehung, dt. von Heinz Feldmann; Ehrenwirth, München 1985. Neu durchgesehen: Elfenbein Verlag, Berlin 2015, ISBN 978-3-941184-36-7.
- A Buyer’s Market (1952)
  - Tendenz: steigend, dt. von Heinz Feldmann; Ehrenwirth, München 1986. Neu durchgesehen: Elfenbein Verlag, Berlin 2015, ISBN 978-3-941184-37-4.
- The Acceptance World (1955)
  - Die neuen Herren, dt. von Heinz Feldmann; Ehrenwirth, München 1987. Neu durchgesehen und unter dem Titel Die Welt des Wechsels: Elfenbein Verlag, Berlin 2015, ISBN 978-3-941184-38-1.
- At Lady Molly’s (1957)
  - Lady Molly’s Menagerie, dt. von Katharina Focke; Cotta, Stuttgart 1961.
  - Bei Lady Molly, dt. von Heinz Feldmann; Elfenbein Verlag, Berlin 2015, ISBN 978-3-941184-39-8.
- Casanova’s Chinese Restaurant (1960)
  - Casanovas chinesisches Restaurant, dt. von Heinz Feldmann; Elfenbein Verlag, Berlin 2016, ISBN 978-3-941184-40-4.
- The Kindly Ones (1962)
  - Die Wohlwollenden, dt. von Heinz Feldmann, Elfenbein Verlag, Berlin 2016, ISBN 978-3-941184-41-1.
- The Valley of Bones (1964)
  - Das Tal der Gebeine, dt. von Heinz Feldmann, Elfenbein Verlag, Berlin 2016, ISBN 978-3-941184-42-8.
- The Soldier’s Art (1966)
  - Die Kunst des Soldaten, dt. von Heinz Feldmann, Elfenbein Verlag, Berlin 2017, ISBN 978-3-941184-43-5.
- The Military Philosophers (1968)
  - Die Philosophen des Krieges, dt. von Heinz Feldmann, Elfenbein Verlag, Berlin 2017, ISBN 978-3-941184-43-5.
- Books Do Furnish a Room (1971)
  - Bücher schmücken ein Zimmer, dt. von Heinz Feldmann, Elfenbein Verlag, Berlin 2017, ISBN 978-3-941184-45-9.
- Temporary Kings (1973)
  - Könige auf Zeit, dt. von Heinz Feldmann, Elfenbein Verlag, Berlin 2018, ISBN 978-3-941184-46-6.
- Hearing Secret Harmonies (1975)
  - Der Klang geheimer Harmonien, dt. von Heinz Feldmann, Elfenbein Verlag, Berlin 2018, ISBN 978-3-941184-47-3.

### Romane, Biografien und anderes
- 1928 The Barnard Letters
- 1934 Caledonia: A Fragment (Pamphlet, Privatdruck)
- 1931 Afternoon Men (Roman)
  - Die Ziellosen, dt. von Heinz Feldmann, Berlin: Elfenbein Verlag, 2021, ISBN 978-3-96160-054-0.
- 1932 Venusberg (Roman)
  - Venusberg, dt. von Heinz Feldmann, Berlin: Elfenbein Verlag, 2021, ISBN 978-3-96160-055-7
- 1933 From a View to a Death (Roman)
  - Tod am Morgen, dt. von Heinz Feldmann, Berlin: Elfenbein Verlag, 2022, ISBN 978-3-96160-056-4.
- 1934 The Watr'y Glade, in The Old School: Essays by Divers Hands, hg. von Graham Greene
- 1936 Agents and Patients (Roman)
  - Handelnde und Duldende, dt. von Heinz Feldmann, Berlin: Elfenbein Verlag, 2022, ISBN 978-3-96160-057-1.
- 1939 What’s Become of Waring (Roman)
  - Täuschung und Selbsttäuschung oder: Wo ist Waring nur geblieben?, dt. von Heinz Feldmann, Berlin: Elfenbein Verlag, 2023, ISBN 978-3-96160-058-8.
- 1948 John Aubrey and His Friends (Biografie)
- 1983 O, How the Wheel Becomes It! (Roman)
- 1986 The Fisher King (Roman)
- 1987 The Album of Anthony Powell’s „Dance to the Music of Time“ [Hardcover, with 224 illustrations], Anthony Powell (Preface), Violet Powell (Hrsg.), John Bayley (Introduction)
- 1988 John Aubrey and His Friends Newly Revised by the Author (Biografie)
- 2001 A Writer’s Notebook
- 2011 Caledonia: A Fragment. By Anthony Powell. With an Introduction by Grey Gowrie. Greville Press Pamphlets (Reprint des Privatdrucks 1934; bisher zugänglich in New Oxford Book of Light Verse, 1978, Hrsg. von Kingsley Amis)

### Dramen
- 1971 Two Plays by Anthony Powell. The Garden God & The Rest I’ll Whistle (zwei Bühnenstücke)

### Gesammelte Rezensionen, Essays und Briefe
- 1990 Miscellaneous Verdicts. Writings on Writers 1946–1989
- 1991 Under Review. Further Writings on Writers 1946–1989
- 2005 Some Poets, Artists & 'A Reference for Mellors'
- 2011 The Acceptance of Absurdity. Anthony Powell & Robert Vanderbilt: Letters 1952–1963. Hrsg. von John Saumarez Smith & Jonathan Kooperstein. Maggs Brothers, London 2011

### Autobiografie
- To Keep the Ball Rolling: The Memoirs of Anthony Powell
  - 1976 Infants of the Spring (vol. 1)
  - 1978 Messengers of Day (vol. 2)
  - 1980 Faces in My Time (vol. 3)
  - 1982 The Strangers All are Gone (vol. 4)
  - 2001 To Keep the Ball Rolling: The Memoirs of Anthony Powell (einbändige, vom Autor autorisierte, gekürzte Fassung der vierbändigen Memoiren)

### Tagebücher
- 1995 Journals 1982–1986
- 1996 Journals 1987–1989
- 1997 Journals 1990–1992

### Hörbuch
- A Dance to the Music of Time / Ein Tanz zur Musik der Zeit
  - Eine Frage der Erziehung, dt. von Heinz Feldmann; gelesen von Frank Arnold, speak low, Berlin 2017, ISBN 978-3-940018-24-3
  - Tendenz steigend, dt. von Heinz Feldmann; gelesen von Frank Arnold, speak low, Berlin 2018, ISBN 978-3-940018-26-7
  - Die Welt des Wechsels, dt. von Heinz Feldmann; gelesen von Frank Arnold, speak low, Berlin 2018, ISBN 978-3-940018-27-4
  - Bei Lady Molly, dt. von Heinz Feldmann; gelesen von Frank Arnold, speak low, Berlin 2019, ISBN 978-3-940018-58-8
  - Casanovas chinesisches Restaurant, dt. von Heinz Feldmann, gelesen von Frank Arnold, speak low, Berlin 2019, ISBN 978-3-940018-59-5